# بارت رولاند
بارت رولاند (بالإنجليزية: Bart Rowland)‏ هو سياسي أمريكي، ولد في 11 أبريل 1977. حزبياً، نشط في الحزب الجمهوري.